# Castillo de Leuctro
El castillo de Leuctro (en griego: Λεύκτρον) o Beaufort es una fortificación medieval tardía en el sur del Peloponeso.
La fortaleza fue construida hacia 1249 por el príncipe de Acaya, Guillermo II Villehardouin, en la costa oriental del golfo de Mesenia, para mantener a raya a las tribus eslavas que vivían en el monte Taigeto. Está ubicada cerca del antiguo asentamiento de Leuctro y el pueblo moderno de Stoupa, sobre una gran roca que se eleva sobre la costa, formando una plataforma de unos 120 metros (390 pies) de largo, 50 metros (160 pies) de ancho y menos de 80 metros (260 pies) de alto que se extiende de noreste a suroeste. La muralla está construida con piedras de tamaño irregular mezcladas con fragmentos de ladrillo. Restos de una torre del homenaje cuadrada y una cisterna aún son visibles en el interior.